# عملية صيد الثعلب
عملية صيد الثعلب (بالصينية: 猎狐专项行动) هي عملية عالمية سرية صينية هدفها المعلن هو مكافحة الفساد في ظل إدارة أمين عام الحزب الشيوعي الصيني شي جين بينغ. وقد أدى إلى اعتقال أكثر من 40 من بين 100 مطلوب على مستوى العالم. يُعتقد أيضًا أن البرنامج يستهدف المنشقين الصينيين الذين يعيشون في الخارج لوقف نشاطهم تحت ستار إعادة المواطنين الصينيين الفاسدين إلى الصين لمواجهة اتهامات جنائية.

## التاريخ
تم إطلاق عملية صيد الثعلب في يونيو 2014. في غضون ستة أشهر خلال عام 2015 أعادت العملية 680 شخصًا إلى الصين.
في عام 2015 حققت العملية أول نجاح كبير لها في أوروبا باعتقال وتسليم امرأة تُدعى زانغ من إيطاليا. كانت هذه هي المرة الأولى التي تسلم فيها دولة أوروبية شخصًا إلى الصين بتهمة ارتكاب جرائم مالية.

## الرد الأمريكي
احتجت إدارة باراك أوباما في الولايات المتحدة على استخدام عملاء استخبارات سريين كجزء من صيد الثعلب في عام 2015. في عام 2020 ، ألقى مدير مكتب التحقيقات الفيدرالي كريستوفر أ. وراي خطابًا في معهد هدسون المحافظ في نيويورك حيث تحدث بإسهاب حول العملية، حيث يعتقد أن الغرض منها هو القمع السياسي وليس مكافحة الفساد. وفقًا لراي، يتم منح الأهداف خيار العودة إلى الصين أو الانتحار. وأكد راي أيضًا أن الأهداف غالبًا ما يتم إجبارها على الامتثال من خلال التهديدات ضد أفراد الأسرة والأصدقاء في الصين وخارجها.
في أكتوبر 2020، قُبض على خمسة أشخاص بتهم تتعلق بمشاركتهم في عملية صيد الثعلب ضد هدف في الولايات المتحدة. ووجهت إلى ثلاثة أشخاص آخرين يعتقد أنهم في الصين نفس الجرائم.